# Artúquidas

Mapa de Asia Menor y regiones adyacentes hacia 1200. Los artúquidas en gris.

Los artúquidas, artukíes o dinastía artuquí (en turco moderno: Artuklu Beyliği o Artıklılar, a veces también escrito como ortóquida, urtúquida o artuklular; en turco plural: Artukoğulları; en turco azerí: Artıqlı) fueron una dinastía turcomana que gobernó en Anatolia oriental, norte de Siria y norte de Irak en los siglos XI y XII. 
La dinastía artuquí tomó su nombre de su fundador, Artuk Bey, que era de la rama Döger del Oghuz y gobernó sobre uno de los beylicatos turcomanos del Imperio selyúcida. Los gobernantes artúquidas veían al estado como propiedad común de los miembros de la dinastía. Tres ramas de la familia gobernaron en la región: los descendientes de Sokman Bey gobernaron alrededor de Hasankeyf entre 1102 y 1231, la rama de Necmeddin Ilgazi gobernó desde Mardin entre 1106 y 1186 (y hasta 1409 como vasallos) y la línea artúquida de Mayyafariqin gobernó en Harput a partir de 1112, y fue independiente entre 1185 y 1233.
Los gobernantes artúquidas encargaron muchos edificios públicos, como mezquitas, bazares, puentes, hospitales y baños para beneficio de sus súbditos. Dejaron un importante patrimonio cultural, contribuyendo a la literatura y al arte de la metalurgia. Las puertas y aldabas de la gran mezquita de Cizre son ejemplos únicos de la artesanía artúquida del metal, que se pueden contemplar en el Museo de Arte Turco e Islámico en Estambul, Turquía.

## Historia

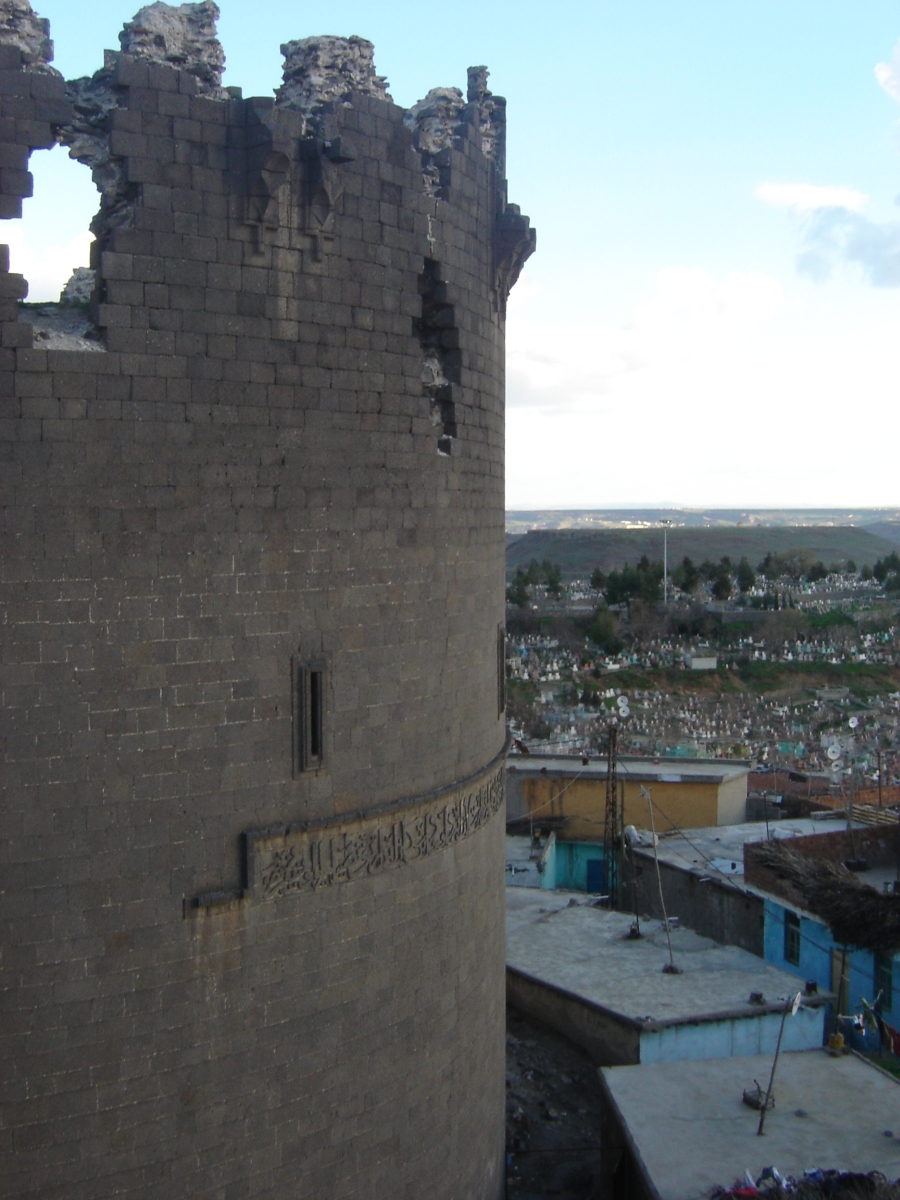
Murallas de Diyarbakır.

La dinastía fue fundada por Artuk Bey, hijo de Eksük, un general originalmente bajo Malik Shah I y luego bajo el emir selyúcida de Damasco, Tutush I. Tutush nombró a Artuk gobernador de Jerusalén en 1086. Al morir Artuk en 1091, sus hijos Sokman e Ilghazi fueron expulsados de Jerusalén por el visir fatimí al-Afdal Shahanshah en 1098, pero los fatimíes perdieron la ciudad a manos de los cruzados al año siguiente.
Sokman y Ilghazi se posicionaron en Diyarbakir, Mardin y Hasankeyf en el Jezirah, donde entraron en conflicto con el sultanato del Gran selyúcida. Sokman, bey de Mardin, derrotó a los cruzados en la batalla de Harrán en 1104. Ilghazi sucedió a su hermano Sokman en Mardin e impuso su control sobre Alepo a petición del cadí Ibn al-Jashshab en 1118. En 1119 Ilghazi derrotó al Principado de Antioquía de los cruzados en la batalla de Ager Sanguinis.
En 1121, una alianza selyúcida-artúquida, liderada por Mehmed I e Ilghazi, fue derrotada por el Reino de Georgia en la batalla de Didgori. Ilghazi murió en 1122, y aunque su sobrino Balac nominalmente controlaba Alepo, la ciudad era realmente controlada por Ibn al-Jashshab hasta que fue asesinado en 1125, y Alepo cayó bajo el control de Zengi de Mosul. Tras la muerte de Balac, los artúquidas estaban divididos entre Diyarbakir, Hasankeyf y Mardin. El hijo de Sokman, Davud, bey de Hasankeyf, murió en 1144, y fue sucedido por su hijo Kara Aslan. Kara Aslan se alió con Joscelino II de Edesa en contra de los zénguidas, y mientras Joscelino estaba ausente en 1144, los zénguidas volvieron a hacerse con Edesa, el primero de los estados cruzados que caería (ver Sitio de Edesa). Hasankeyf también se convertiría en vasallo de los zénguidas.
La dinastía permaneció al mando nominal de la Mesopotamia superior, pero su poder declinó bajo el dominio ayubí. La rama Hasankeyf conquistó Diyarbakir en 1198 y se desplazó allí, pero fue destruida por los ayubíes en 1231 cuando intentó formar una alianza con los selyúcidas. La rama Harput fue destruida por el Sultanato de Rum por seguir una política resbaladiza entre los ayubíes y los selyúcidas. La rama Mardin sobrevivió durante más tiempo, aunque vasalla de los ayubíes, el Sultanato de Rum, el Ilkanato y los timúridas. Karakoyunlu capturó Mardin y finalmente puso fin a la dominación artúquida en 1409.

## Arte

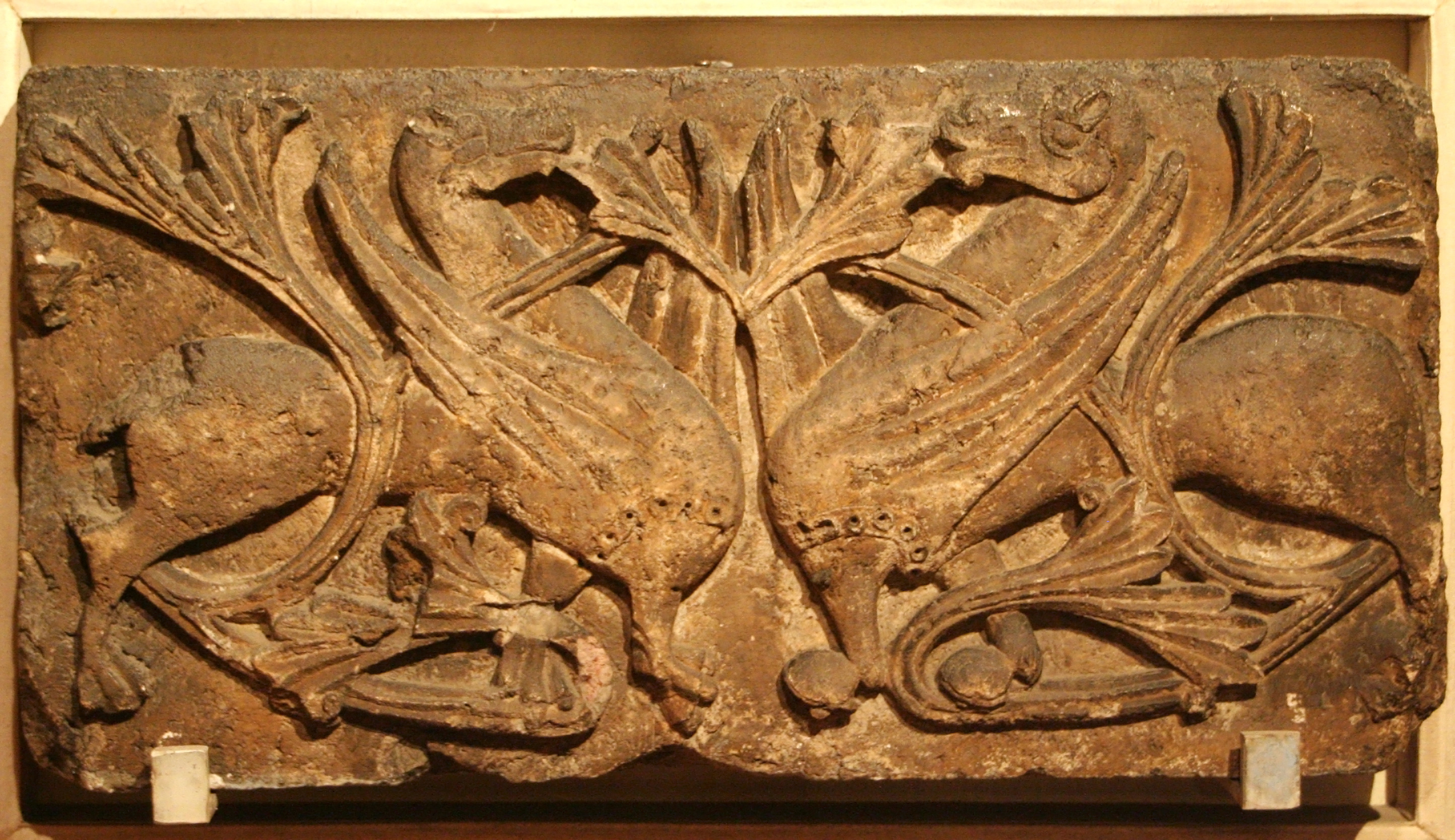
Adorno arquitectónico artúquida.. Museo de Arte Turco e Islámico, Estambul.

A pesar de su constante preocupación bélica, los miembros de la dinastía Artuklu dejaron brillantes monumentos arquitectónicos. Hicieron las adiciones más significativas de las murallas de Diyarbakir. La puerta de Urfa fue reconstruida por Muhammad, hijo de Kara Arslan. En la misma zona de la muralla occidental, al sur de la puerta de Urfa, el gobernante artúquida Salih Mahmoud encargó en 1208 dos imponentes torreones, Ulu Beden y Yedi Kardeş, diseñando él mismo el último y situando el águila bicéfala artúquida en su paredes.
Otras grandes construcciones como un gran caravasar en Mardin, así como la obra de ingeniería civil del Puente Malabadi todavía están en uso regular en nuestros días. El puente viejo en Hasankeyf, parte todavía en pie, fue construido en 1116 por Kara Arslan.
Las grandes mezquitas de Mardin y Silvan fueron posiblemente, pero en cualquier caso desarrolladas considerablemente, en el siglo XII por varios gobernantes artúquidas sobre la base de edificios selyúcidas existentes. La mezquita aljama de Dunaysir (ahora Kızıltepe) fue encargada por el artúquida Bey Yülük Arslan (1184-1203) y se completó después de su muerte en 1204 por su hermano Artuk Arslan (1203-1239).

## Monedas
Debido a la escasez de plata, emitieron en bronce y grandes monedas de cobre.

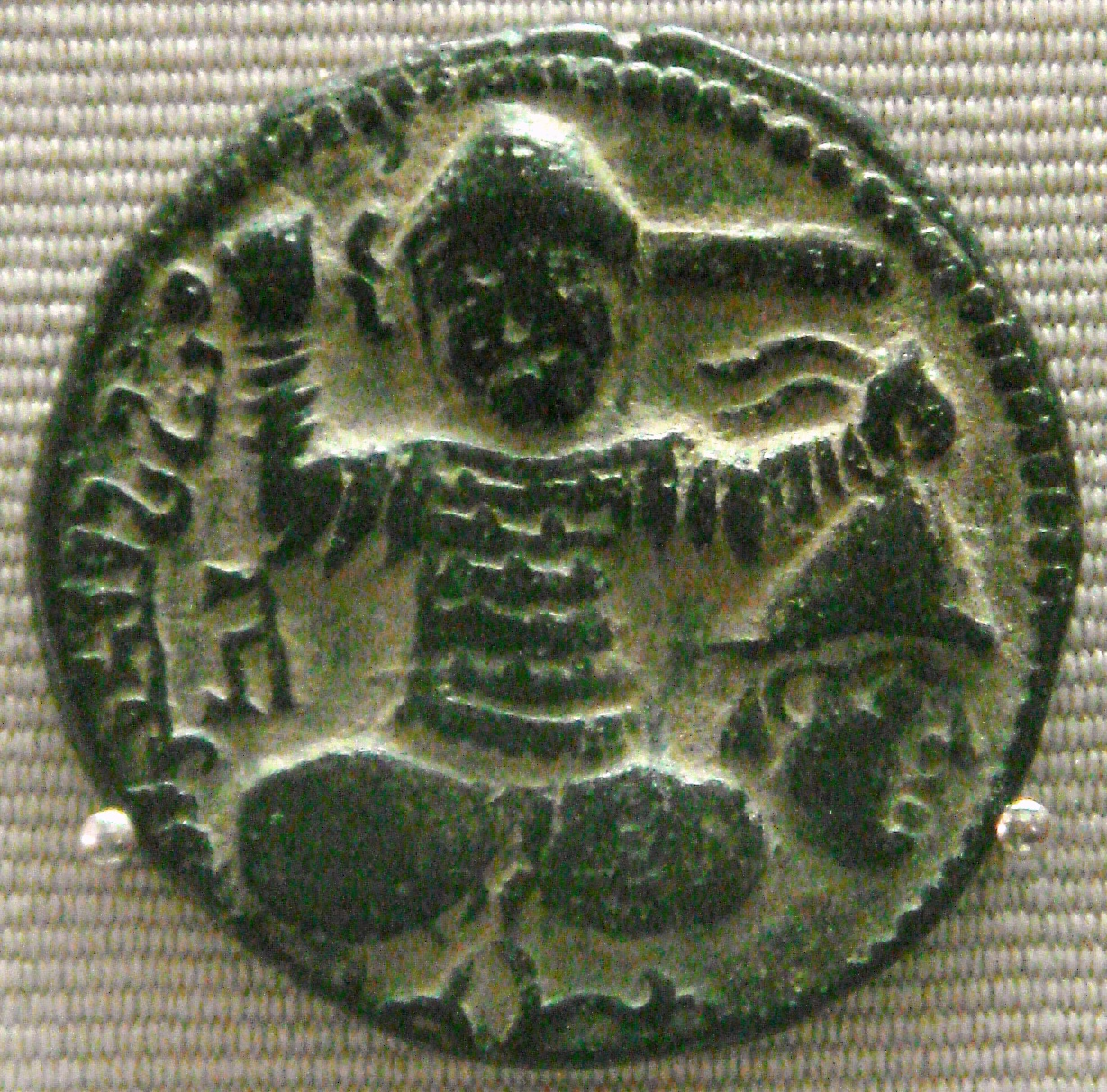
Husam al-Din Yuluq Arslan, bronce dirham, 596 AH (1199-1200)
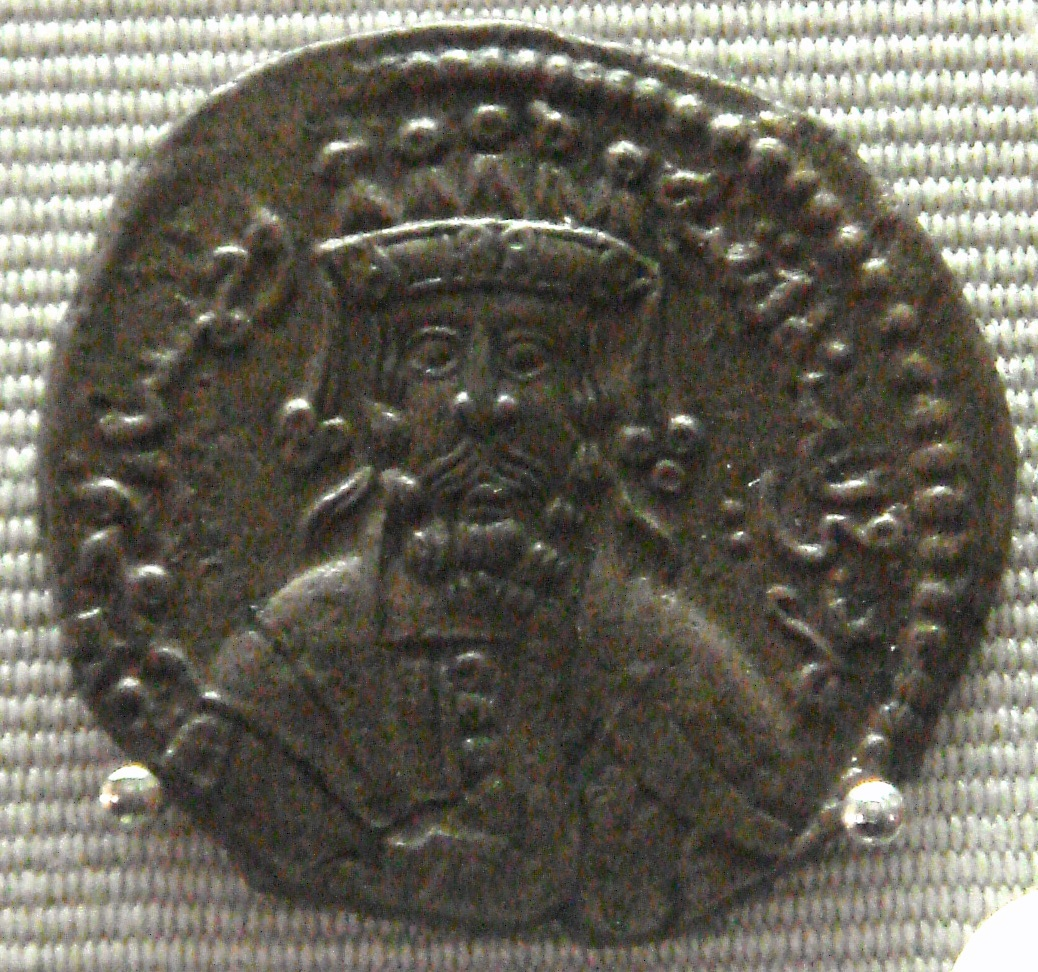
Fakhr al-Din Qara Arslan, bronce dirham, 559 AH (1163-1164)
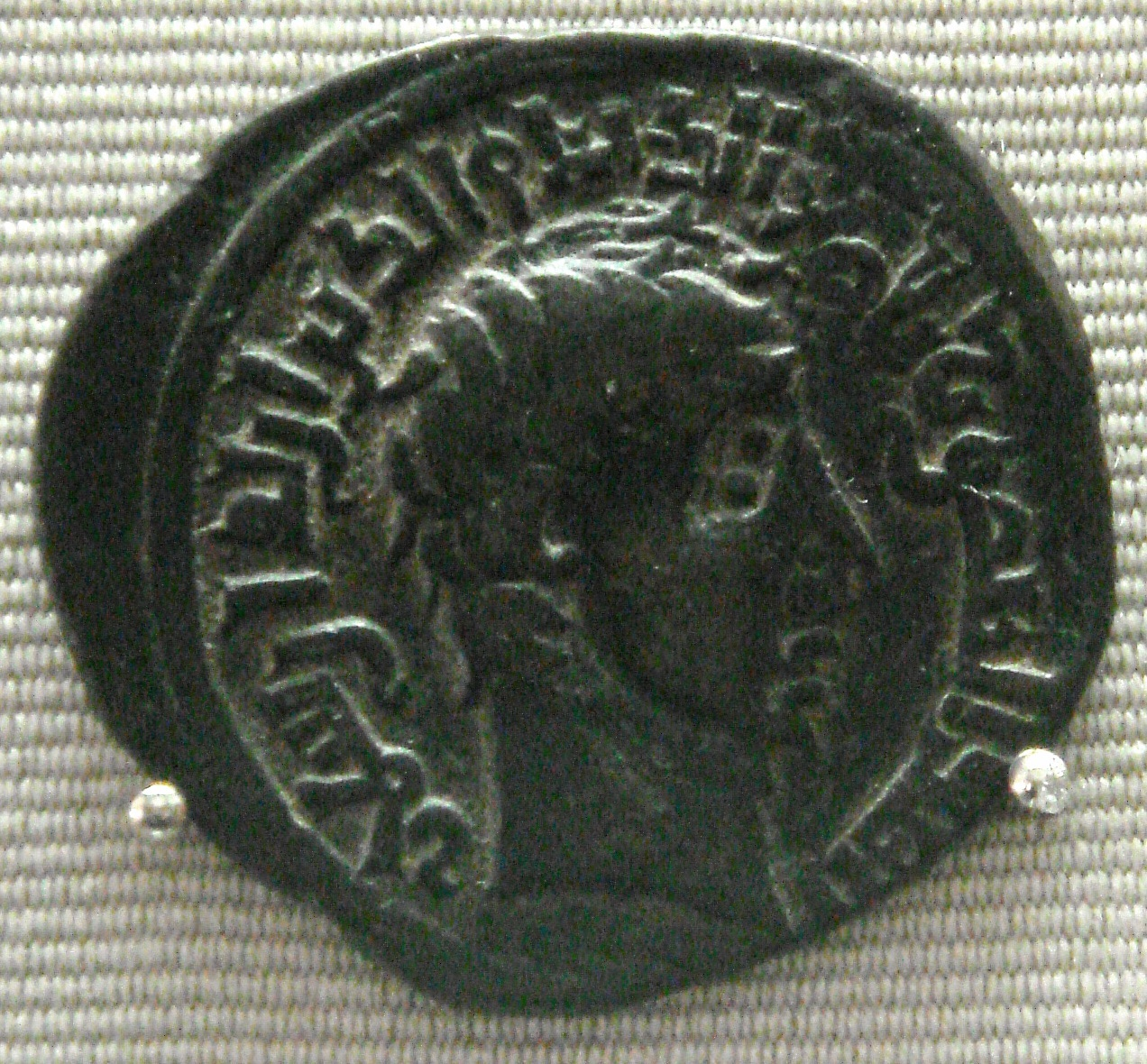
Nasir al-Din Artuq Arslan, bronce dirham, 620 AH (1223-1224)